# HBT Vlašim
HBT Vlašim byl český hokejbalový klub z Vlašimi, založený v roce 1997. Od roku 2006 byla Vlašim pravidelným účastníkem nejvyšší české hokejbalové soutěže. V roce 2012 tuto soutěž vyhrála a stala se poprvé v historii mistrem České republiky. V roce 2013 dokázala tuto soutěž obhájit a téhož roku vyhrát světový pohár v Pardubicích, kdy ve finále porazili obhájce ze Švýcarska Oberwil Rebells poměrem 1:0. Konec HBT Vlašim nastal v roce 2015, kdy vedení, zřejmě z finančních důvodů, nepřihlásil tým do žádné z soutěže ČMSHb pro sezónu 2015/2016.

## Historie
Klub HBT Vlašim byl založený v roce 1997 v rámci Sdružení Hokejbalových Mužstev. Svou první sezónu Vlašim odehrála v letech 1997/1998 v 2.Pražské lize. V roce 1998 reorganizací soutěží se z 2.Pražské ligy stává 1.Pražská liga, ve které Vlašim v sezóně 1999/2000 skončila na 2. místě a postoupila do Regionální Hokejbalové ligy (RHbL). V roce 2001 dochází k další reorganizaci, RHbL je přejmenována na 2.Národní Hokejbalovou Ligu (2.NHbL). V následující sezóně 2001/2002 se Vlašim stala vítězem 2.NHbL a postoupila do 1.NHbL. Do nejvyšší hokejbalové ligy (Extraligy) se Vlašim probojovala v roce 2006, kdy nejprve v sezóně 2005/2006 v 1.NHbL vyhrála finále Play-off v Nové Včelnici na samostatné střílení (4:3ss), a poté skončila na 2.postupovém místě v baráži o Extraligu, kde se utkala s týmy HBC LD Habešovna Gladiators Kladno a TJ ACS Malenovice SV. Do prvního extraligového play-off se Vlašim probojovala až v sezóně 2009/2010, ve kterém podlehla ve čtvrtfinále Hradci Kralové (0:3 na zápasy).V další sezóně 2010/2011 opět končí již ve čtvrtfinále, kde narazila na ALPIQ Kladno (1:3 na zápasy), v téhož roku ALPIQ Kladno snadno vyhrává Extraligu. Pro Vlašim se stalo úspěšným obdobím rok 2012, kde v jarní části sezóny 2011/2012 neprohrála jediné utkání a skončila tak na 3. místě v základní části Extraligy. V play-off narazila ve čtvrtfinále na Autosklo Pardubice (3:1 na zápasy), v semifinále na Hradec Králové (3:1 na zápasy) a ve finále na vítěze základní části Kert Park Praha, kterého porazila také 3:1 na zápasy, a tudíž se tým HBT Vlašim stal mistrem České republiky pro rok 2012. V červnu skončila na 2. místě v Českém poháru, kde podlehla ve finále nad týmem Kert Park Praha 1:2. Na státní svátek Vzniku samostatného československého státu vyhrála 1. ročník Československého superpoháru nad HBK Nitrianski Rytieri Nitra poměrem 3:1. V roce 2013 obhájila extraligový titul, stala se vítězem Světového poháru klubů, který se konal v Pardubicích a ve 2. ročníku Československého poháru podlehla Nitrianským Rytierom 2:6.

## Týmové úspěchy
- 2005/2006
  - Postup do nejvyšší české soutěže
- 2011/2012
  - 1. místo v Extralize 2011/2012
  - 2. místo v Českém poháru 2012
  - 1. místo v Československém superpoháru 2012
- 2012/2013
  - 1. místo v Extralize 2012/2013
  - 1. místo na světovém poháru klubů 2013
  - 2. místo v Československém superpoháru 2013
- 2013/2014
  - 1. místo v základní části Extraligy 2013/2014
  - 3. místo v Extralize 2013/2014
- 2014/2015
  - 1. místo v základní části Extraligy 2014/2015
  - 2. místo v Extralize 2013/2014

## Umístění v jednotlivých sezónách
| Sezóna    | Soutěž                | Skóre   | Počet bodů | Umístění | Play-off    | Poznámka                              |
| --------- | --------------------- | ------- | ---------- | -------- | ----------- | ------------------------------------- |
| 1997/1998 | 2.Pražská Liga        |         |            | 10.      | -           | Reorganizace – 2.PL → 1.PL            |
| 1998/1999 | 1.Pražská Liga        |         |            | 10.      | -           |                                       |
| 1999/2000 | 1.Pražská Liga        |         |            | 2.       |             | Postup do RHbL                        |
| 2000/2001 | RHbL                  |         |            | 4.       | Čtvrtfinále | Reorganizace – RHbL → 2.NHbL          |
| 2001/2002 | 2.NHbL                |         |            | 4.       | Vítěz       | Postup do 1.NHbL                      |
| 2002/2003 | 1.NHbL                | 100:124 | 21         | 14.      | -           | Sestup do 2.NHbL                      |
| 2003/2004 | 2.NHbL                | 163:79  | 44         | 1.       | Vítěz       | Postup do 1.NHbL                      |
| 2004/2005 | 1.NHbL                | 78:70   | 38         | 6.       | Semifinále  |                                       |
| 2005/2006 | 1.NHbL                | 102:45  | 53         | 1.       | Vítěz       | Baráž- 2. místo → Postup do Extraligy |
| 2006/2007 | Extraliga             | 47:86   | 23         | 10.      | -           |                                       |
| 2007/2008 | Extraliga             | 55:63   | 27         | 9.       | -           |                                       |
| 2008/2009 | Extraliga             | 58:73   | 26         | 9.       | -           |                                       |
| 2009/2010 | Extraliga             | 63:66   | 40         | 5.       | Čtvrtfinále |                                       |
| 2010/2011 | Extraliga             | 60:51   | 36         | 7.       | Čtvrtfinále |                                       |
| 2011/2012 | Tipgames Extraliga    | 74:56   | 40         | 3.       | Vítěz       |                                       |
| 2012/2013 | Ford Credit Extraliga | 95:54   | 49         | 2.       | Vítěz       |                                       |
| 2013/2014 | Ford Credit Extraliga | 85:51   | 51         | 1.       | Semifinále  |                                       |
| 2014/2015 | Ford Credit Extraliga | 85:30   | 59         | 1.       | Finále      |                                       |

## Statistika

### Nejproduktivnější hráč základní části
| Ročník    | Hráč            | Počet utkání | Branky | Asistence | Body |
| --------- | --------------- | ------------ | ------ | --------- | ---- |
| 2008/2009 | Jan Bartejs     | 21           | 7      | 10        | 17   |
| 2009/2010 | Tomáš Horák     | 22           | 9      | 11        | 20   |
| 2010/2011 | Jan Nýdl        | 20           | 12     | 6         | 18   |
| 2011/2012 | Libor Topolánek | 21           | 10     | 17        | 27   |
| 2012/2013 | Pavel Dušek     | 20           | 15     | 22        | 37   |
| 2013/2014 | Jan Střecha     | 21           | 14     | 15        | 29   |
| 2014/2015 | Libor Topolánek | 22           | 13     | 13        | 26   |

### Nejproduktivnější hráč play-off
- V sezóně 2013/2014 započítány statistiky z nadstavbové části (čtvrtfinále)

| Ročník    | Hráč           | Počet utkání | Branky | Asistence | Body |
| --------- | -------------- | ------------ | ------ | --------- | ---- |
| 2008/2009 | -              | -            | -      | -         | -    |
| 2009/2010 | Josef Filip    | 3            | 3      | 0         | 3    |
| 2010/2011 | Jakub Šindelář | 4            | 2      | 2         | 4    |
| 2011/2012 | Marián Juráček | 12           | 5      | 10        | 15   |
| 2012/2013 | Lukáš Hudeček  | 11           | 5      | 10        | 15   |
| 2013/2014 | Tomáš Wróbel   | 7            | 1      | 9         | 10   |
| 2014/2015 | Jan Nýdl       | 9            | 3      | 10        | 13   |

### Nejproduktivnější hráč sezóny
- V sezóně 2013/2014 započítány statistiky z nadstavbové části (čtvrtfinále)

| Ročník    | Hráč            | Počet utkání | Branky | Asistence | Body |
| --------- | --------------- | ------------ | ------ | --------- | ---- |
| 2008/2009 | Jan Bartejs     | 21           | 7      | 10        | 17   |
| 2009/2010 | Tomáš Horák     | 25           | 9      | 11        | 20   |
| 2010/2011 | Jakub Šindelář  | 24           | 7      | 14        | 21   |
| 2011/2012 | Libor Topolánek | 33           | 17     | 21        | 38   |
| 2012/2013 | Libor Topolánek | 33           | 18     | 23        | 41   |
| 2013/2014 | Jan Střecha     | 29           | 17     | 15        | 32   |
| 2014/2015 | Libor Topolánek | 31           | 15     | 20        | 35   |

## Soupiska

### Soupiska A-týmu
Aktuální k datu: 7. 6. 2015
| #  | Národ.    | Hráč               | Pozice | Věk   | Poznámka       |
| -- | --------- | ------------------ | ------ | ----- | -------------- |
| 20 | Česko     | Michal Šupík       | B      | 44    |                |
| 44 | Česko     | Filip Šindelář     | B      | 45    |                |
| 73 | Česko     | Michal Straka      | B      | 41    |                |
| 3  | Česko     | Tomáš Gärtner      | O      | 36    | střídavý start |
| 6  | Česko     | Ondřej Kieler      | O      | 39    |                |
| 11 | Česko     | Martin Špale (A)   | O      | 47    |                |
| 21 | Česko     | Marián Juráček     | O      | 53    | střídavý start |
| 27 | Česko     | Martin Čičatka (C) | O      | 47    |                |
| 28 | Česko     | Jan Nýdl           | O      | 49    |                |
| 33 | Česko     | Jan Střeska        | O      | 44    |                |
| 47 | Česko     | Jan Blaško         | O      | 33    | hostování      |
| 84 | Česko     | Petr Švanda        | O      | 40    | hostování      |
| 88 | Česko     | Josef Blažek       | O      | 43    |                |
| 5  | Česko     | Jakub Šindelář     | Ú      | 47    |                |
| 7  | Česko     | Tomáš Horák (A)    | Ú      | 44    |                |
| 9  | Česko     | Libor Slanina      | Ú      | 44    | střídavý start |
| 10 | Česko     | Tomáš Wróbel       | Ú      | 35    | střídavý start |
| 16 | Česko     | Martin Konečný     | Ú      | 34    |                |
| 17 | Česko     | Libor Topolánek    | Ú      | 42    |                |
| 19 | Česko     | Michal Průcha      | Ú      | 33    | hostování      |
| 23 | Česko     | Jan Bartejs        | Ú      | 44    |                |
| 24 | Česko     | Petr Burda         | Ú      | 41    |                |
| 25 | Česko     | Pavel Dušek        | Ú      | 40    |                |
| 26 | Česko     | Petr Danko         | Ú      | 36    | hostování      |
| 29 | Česko     | Jan Střecha        | Ú      | 33–34 | hostování      |
| 66 | Slovensko | Ján Rímsky         | Ú      | 38    |                |
| 99 | Česko     | Adam Herwig        | Ú      | 32    |                |
|    |           |                    | Průměr | 31.04 |                |

- Hráč označený tučně byl nominován do reprezentace na MS 2015.

### Změny v kádru v letním přestupovém období 2014

#### Přišli
| Národ. | Hráč           | Pozice | Odkud                   | Poznámka       |
| ------ | -------------- | ------ | ----------------------- | -------------- |
| Česko  | Jan Blaško     | O      | SK Toptrans Jihlava     | hostování      |
| Česko  | Petr Danko     | Ú      | SK Toptrans Jihlava     | hostování      |
| Česko  | Jan Střecha    | Ú      | SK Toptrans Jihlava     | hostování      |
| Česko  | Petr Švanda    | O      | HBC Hradec Králové 1988 | hostování      |
| Česko  | Tomáš Wróbel   | Ú      | Hbk Karviná             | střídavý start |
| Česko  | Martin Konečný | Ú      | Hbk Karviná             | střídavý start |

### Změny v kádru v zimním přestupovém období 2015

#### Přišli
| Národ.    | Hráč       | Pozice | Odkud                   | Poznámka |
| --------- | ---------- | ------ | ----------------------- | -------- |
| Slovensko | Jan Rímsky | O      | ŠHBK Ružinov Bratislava | přestup  |

## Světový pohár klubů ISBHF
| Ročník         |             | Soupeř                  | Výsledek | Umístění | Poznámka                                                 |
| -------------- | ----------- | ----------------------- | -------- | -------- | -------------------------------------------------------- |
| Euro Cup 2012  | Čtvrtfinále | ŠHBK Ružinov Bratislava | 2:3ss    | 7.       | Libor Topolánek se stal nejlepším střelcem EuroCupu 2012 |
| World Cup 2013 | Vítěz       | Oberwil Rebells         | 1:0      | 1.       |                                                          |
| World Cup 2014 | Čtvrtfinále | ŠK 98 Pruské            | 1:2      | 7.       |                                                          |

## Československý superpohár
| Ročník | Místo konání |           | Soupeř                       | Výsledek          |
| ------ | ------------ | --------- | ---------------------------- | ----------------- |
| 2012   | Vlašim       | Vítěz     | HBK Nitrianski rytieri Nitra | 3:1               |
| 2013   | Nitra        | Finalista | HBK Nitrianski rytieri Nitra | 2:6 (0:1,1:3,1:2) |

## Český pohár
| Ročník |             | Soupeř                                                          | Výsledek            |
| ------ | ----------- | --------------------------------------------------------------- | ------------------- |
| 2012   | Finalista   | HC Kert Park Praha                                              | 1:2                 |
| 2013   | Kvalifikace | HBC ALPIQ Kladno, TJ KOVO Praha, TJ HBC Olymp Jindřichův Hradec | 3. místo ve skupině |
| 2014   | -           | -                                                               | -                   |
| 2015   | -           | -                                                               | -                   |

## B-tým

### Soupiska
Aktuální k datu: 9. 6. 2012
- Jiří Koňařík, Tomáš Kyzek
- Radek Veselý, Lukáš Bucala, David Lukeš, Zdeněk Trojan, Michal Holánek, Tomáš Horálek, Pavel Bucala, Tomáš Moudrý, Martin Jarý, Marek Kočí, Petr Vostřák, Ondřej Hruška, Václav Čičatka, Vladislav Pessr, Zdeněk Burda, Ondřej Ajgrman, Matěj Habal, Václav Král, Karel Křížek

### Umístění v jednotlivých sezónách
| Sezóna    | Soutěž       | Skóre  | Počet bodů | Umístění | Play-off   | Poznámka |
| --------- | ------------ | ------ | ---------- | -------- | ---------- | -------- |
| 2011/2012 | OHbL – Praha | 134:85 | 53         | 3.       | Vítěz      |          |
| 2012/2013 | -            | -      | -          | -        | -          |          |
| 2013/2014 | OHbL – Praha | 80:68  | 35         | 6.       | Osmifinále |          |
| 2014/2015 | -            | -      | -          | -        | -          |          |